# Dizzee Rascal
Dylan Mills (Londen, 18 september 1984) is een Engelse hiphop- en grimeartiest, beter bekend onder zijn artiestennaam Dizzee Rascal.

## Biografie
Dizzee Rascal is geboren als zoon van Ghanese immigranten. Al vroeg liet hij zijn muzikale talenten aan een docent horen, waarna hij lessen mocht overslaan en muziek mocht maken op de schoolcomputers. Zijn muziek is een mix van UK Garage en Hiphop. Dit muziekgenre wordt ook wel grime genoemd. Dit is een soort snelle hiphop met techno en house en veel ingewikkelde drumpartijen en teksten. De rapper kwam in 2003 nog in het nieuws toen hij in de Cypriotische badplaats Ayia Napa werd neergestoken. Volgens de roddelbladen kwam dit door een ruzie tussen Dizzee en de leden van de So Solid Crew, dit bleek echter niet waar te zijn. Dizzee Rascal heeft onder andere samengewerkt met: Armand van Helden, The Streets, Wiley, MJ Cole, Guthrie Govan en de eerdergenoemde So Solid Crew. Ook heeft hij zijn eigen sneaker ontworpen met Nike en ook heeft hij een eigen pet ontworpen met New Era.

## Discografie

### Albums
| Album met hitnotering(en) in de Vlaamse Ultratop 200 albums | Datum van verschijnen | Datum van binnenkomst | Hoogste positie | Aantal weken | Opmerkingen |
| ----------------------------------------------------------- | --------------------- | --------------------- | --------------- | ------------ | ----------- |
| Boy in da corner                                            | 21-07-2003            | -                     |                 |              |             |
| Showtime                                                    | 06-09-2004            | -                     |                 |              |             |
| Maths and English                                           | 01-06-2007            | 16-06-2007            | 66              | 3            |             |
| Tongue n' cheek                                             | 21-09-2009            | 26-09-2009            | 24              | 5            |             |

### Singles
| Single met eventuele hitnotering(en) in de Nederlandse Top 40 | Datum van verschijnen | Datum van binnenkomst | Hoogste positie | Aantal weken | Opmerkingen                                           |
| ------------------------------------------------------------- | --------------------- | --------------------- | --------------- | ------------ | ----------------------------------------------------- |
| Bonkers                                                       | 2009                  | 13-06-2009            | tip5            | -            | met Armand Van Helden / Nr. 63 in de Single Top 100   |
| Holiday                                                       | 2009                  | -                     |                 |              | Nr. 68 in de Single Top 100                           |
| Loca                                                          | 2010                  | 18-09-2010            | tip23           | -            | met Shakira / Nr. 55 in de Single Top 100             |
| Wild                                                          | 28-05-2013            | 08-06-2013            | tip6            | -            | met Jessie J & Big Sean / Nr. 63 in de Single Top 100 |

| Single met hitnotering(en) in de Vlaamse Ultratop 50 | Datum van verschijnen | Datum van binnenkomst | Hoogste positie | Aantal weken | Opmerkingen                |
| ---------------------------------------------------- | --------------------- | --------------------- | --------------- | ------------ | -------------------------- |
| Toe Jam                                              | 2008                  | 13-09-2008            | tip8            | -            | met The BPA & David Byrne  |
| Dance wiv Me                                         | 26-01-2009            | 07-02-2009            | 40              | 4            | met Calvin Harris & Chrome |
| Bonkers                                              | 2009                  | 30-05-2009            | 6               | 24           | met Armand Van Helden      |
| Holiday                                              | 2009                  | 29-08-2009            | 20              | 10           |                            |
| Dirty Cash                                           | 2009                  | 28-11-2009            | tip7            | -            |                            |
| Loca                                                 | 2010                  | 02-10-2010            | 3               | 20           | met Shakira                |
| Wild                                                 | 2013                  | 01-06-2013            | tip5            | -            | met Jessie J & Big Sean    |
| Goin' Crazy                                          | 2013                  | 22-06-2013            | tip2            | -            | met Robbie Williams        |
| I Don't Need a Reason                                | 2013                  | 21-09-2013            | tip86           | -            |                            |
| Something Really Bad                                 | 2013                  | 12-10-2013            | tip54           | -            | met Will.i.am              |

### Overigesingles
- 2003 "I Luv U", Boy In Da Corner
- 2003 "Fix Up, Look Sharp", Boy In Da Corner
- 2003 "Lucky Star" (met Basement Jaxx),
- 2003 "Jus' a Rascal", Boy In Da Corner
- 2003 "Do They Know It's Christmas?" (als lid van Band Aid),
- 2004 "Stand Up Tall", Showtime
- 2004 "Dream", Showtime
- 2004 "Off 2 Work / Graftin", Showtime
- 2007 "Sirens", Maths and English
- 2007 "Temptation Greets You Like Your Naughty Friend" (met Arctic Monkeys)
- 2009 "Dance Wiv Me" (ft. Calvin Harris)
- 2009 "Bonkers" (ft. Armand van Helden)
- 2009 "Holiday"
- 2011 "Heavy" (ft. Chase & Status)
- 2013 "Love This Town" (ft. Teddy Sky)
- 2018 “Don’t Gas Me”